# Lil Wayne
Lil Wayne (született: Dwayne Michael Carter, Jr., New Orleans, Louisiana, USA, 1982. szeptember 27. –) ötszörös Grammy-díjas amerikai rapper.

## Élete
Lil Wayne New Orleans városában született 1982. szeptember 27-én. Tanulmányait a Lafayette általános iskolában kezdte, majd egy dráma tagozatos középiskolában folytatta. Lil Wayne-nek a cigarettától reszelős hangja van, ami Bob Dylan hangjához hasonlítható. Wayne rap karrierjének kezdete előtt, 11 éves korában találkozott Bryan Williams rapperrel, aki egyben a Cash Money Records tulajdonosa is volt. Wayne felrappelt egy freestyle stílusú zenét Williams üzenetrögzítőjére. Ezután lett Williams a fiatal rapper mentora, és ettől kezdve a Cash Money Records adta ki a szövegeit.
12 évesen vált igazán elismertté egy Tin Marin által rendezett és elmesélt "Wiz" nevezetű középiskolai produkcióval.
Egyszer fiatalkorában véletlenül mellkason lőtte magát egy .44-es Magnum pisztollyal, miközben Travis Bickle-t utánozta a Taxisofőrből.
14 éves korában különböző problémái miatt kirúgták az iskolából, de elmondása szerint az eltanácsolás nem okozott nagy törést az életében. A középiskolában ismerkedett meg későbbi feleségével, Antonia "Toya" Johnsonnal, akitől az első lánya, Reginae Carter született.
Sokszor hangzott el a szájából a ”The Best Rapper Alive” („legjobb élő rapper”) kifejezés. Ezt a mondatot erősen vitatták a hiphopban és a médiában. Már az első héten 1 005 545 példányban adták el a The Carter III című albumát. Abban az évben Chris Brownnal megcsinálták első klipjüket, "Transform ya" címmel. Bár ma már egyértelműen eltért régi Hip-Hop előadás módjától, és a New School Hip-Hop felé vette az irányt, még mindig rengeteg rajongója van világszerte.
Egy interjú alkalmával elárulta, hogy gyermekkorában a Nirvana volt a kedvenc rock együttese.
Műfaj: Pop, New School Hip-Hop

## Diszkográfia
- 1999: Tha Block Is Hot
- 2000: Lights Out
- 2002: 500 Degreez
- 2004: Tha Carter
- 2005: Tha Carter II
- 2008: Tha Carter III
- 2010: Rebirth
- 2010: I Am Not a Human Being
- 2011: Tha Carter IV
- 2013: I Am Not a Human Being 2
- 2015: Free Weezy Album
- 2018: Tha Carter V
- 2020: Funeral
- 2021: I Am Not a Human Being III
- 2025: Tha Carter VI

## Wayne és a Hot Boys
Wayne első rap csapata a Hot Boys volt, amit 1997-ben alakított akkori társaival, név szerint: B.G, Juvenile, Turk. Debütáló albumukat még ebben az évben kiadták Get It How U Live címmel. A csapatnak még két további albuma jelent meg, 1998-ban a Guerrilla Warfare és 2003-ban a Let ’Em Burn. 2008-ban Lil Wayne és B.G újra meg akarta alakítani a Hot Boys csapatot.
(A legfiatalabb tag Lil Wayne volt.)

## Külső hivatkozások
- Hivatalos honlap
- Lil Wayne az AllMusicon
- Lil Wayne az Internet Movie Database oldalon (angolul)